# 2022年一般教書演説
2022年一般教書演説は、第46代アメリカ合衆国大統領のジョー・バイデンが2022年3月1日午後9時（東部標準時）にアメリカ合衆国下院本会議場でアメリカ合衆国第117議会に向けて行った。バイデンにとって初の一般教書演説であり、前年に続いて2回目のアメリカ合衆国議会合同会議での演説であった。合同会議の議長は下院議長のナンシー・ペロシが務め、また上院議長の立場でもある副大統領のカマラ・ハリスが同席した。
演説ではこの6日前に始まったロシアによるウクライナ侵攻のほか、COVID-19パンデミック、経済、社会問題をめぐるバイデンの主要政策の成果や目標に触れられた。

## 演説
バイデンはロシアがウクライナ領への侵攻を続けていることに触れ、ウクライナ国民との世界的な連帯を呼びかけた。出席していたウクライナ大使に対して全員がスタンディングオベーションをする場面もあり、多くの議員がウクライナ国旗を身につけたり持つなどして支持を表明していた。ウクライナ侵攻はこの直前に発生したためにホワイトハウス側は数日前に演説内容を大幅に変更した。バイデンは演説中に誤ってウクライナ人を「イラン人」（"Iranian people"）と呼んでしまった。バイデンは警察部門の予算削減を求める声には反対の姿勢を示し、「警察予算削減は答えではない。答えは予算を警察に投じることだ」と説いた。これは民主党のコリ・ブッシュ下院議員を含む一部のブラック・ライヴズ・マター運動家からの批判を受けた。

### 開催日
1934年以降、一般教書演説は1月もしくは2月上旬に行われていたが、今回はそれより約1ヶ月遅れの3月1日開催であった。遅れた原因はCOVID-19におけるオミクロン株の拡散と2022年冬季オリンピックへのアメリカ合衆国の参加にあるとされる。さらにクレア・ドランとケヴィン・リプタクはCNNの記事でこの遅れは「バイデンが議会と国民に演説する前にいくつかの立法目標を達成する時間を与えるだろう」と指摘した。アメリカ合衆国憲法において大統領は議会に対して「連邦の状況」（"State of the Union"）に関する状況を提供することが義務づけられているが、その時期や頻度については明記されておらず、「随時」（"from time to time"）としか記されていない。

### 妨害行為
共和党のマージョリー・テイラー・グリーン下院議員とローレン・ボーベルト下院議員は演説中のバイデンを一時的に妨害し、両者はトランピストの政治スローガンである「壁を建てろ」を唱えた。ボーベルトは2021年のカーブル国際空港自爆テロ事件で死亡した13人の軍人を挙げて「あなたが招き、その中の13人だ」と叫び、アフガニスタンにおけるアメリカの存在を批判した。演説中の割り込みに対し、多くの議員がボーベルトにブーイングを浴びせた。

## 反論演説

### 共和党
アイオワ州知事のキム・レイノルズは一般教書演説に対する共和党からの反論演説を行った。彼女はアフガニスタンからのアメリカ軍の撤退とロシアのウクライナ侵攻に言及した。彼女はまたバイデンの外交政策へのアプローチを「少なすぎる、少なすぎる」と批判した。国内政策に関しても彼女は高いインフレ率を批判した。彼女はさらにマスク着用義務やアメリカにおけるCOVID-19パンデミックに対する民主党の対応を批判した。彼女はアイオワ州知事として自信の州がいち早く学校を再開したことを紹介した。彼女はバイデンの国境政策も批判した。

### 緑の党
ノースカロライナ州の上院議員候補者のマシュー・ホーは一般教書演説に対する緑の党の反対演説を行った。彼はアメリカのアフガニスタン侵攻とロシアのウクライナ侵攻の類似性を見いだし、「液体天然ガス市場やその他の商業的関心、DC、モスクワ、ロンドン、キエフの人々の誇大妄想と実にほとんどすべてが関係している」と主張した。彼は戦争とCOVID-19パンデミックを食い止められなかったことは政府が人々よりも利益を優先する証拠であり、「我々による政府は気候危機に対応するだろう」と同様に主張した。

### リバタリアン党
リバタリアン党全国委員会のホイットニー・ビリュー委員長は一般教書演説に対するリバタリアン党の反対演説を行った。彼女はバイデンがロシアの首脳級の政治家に制裁を加えた事には賛成したが、ロシア全体への制裁はロシアの一般市民を最も苦しめることになると批判した。またウクライナ侵攻に関してアメリカ軍の軍事的関与に反対し、反戦および孤立主義的な立場をとっている。彼女はバイデン政権が課したマスク着用義務は効果が無く、個人の自由を侵害するものであると批判した。さらに彼女はバイデン政権下のインフレに言及し、アメリカ政府が長期にわたってケインズ経済学を採用してきた影響であり、自由放任の資本主義で解決すべきであると主張した。また彼女はエドワード・スノーデンを直ちに赦免するようにバイデンに短く嘆願した。

### その他
ラシダ・タリーブ下院議員は一般教書演説に対する労働家族党の反論演説を行った。コリン・オールレッド下院議員は一般教書演説に対する連邦議会黒人幹部会の反対演説を行った。同委員会が一般教書演説への公式回答を示すのは史上初めてであった。

## 放送
アメリカ合衆国ではNBC、CBS、ABC、PBS、CNN、FOXニュース、MSNBC、ニュースマックスTV、CNBC、NewsNation、ブラック・ニュース・チャンネルが演説を生中継した。さらにスペイン語放送局のユニビジョン、テレムンド、CNNエスパニョールも演説を放送した。
| 放送局             | 視聴者数  |
| ------------------ | --------- |
| FNC                | 7,206,000 |
| ABC                | 6,302,000 |
| CBS                | 4,857,000 |
| CNN                | 4,830,000 |
| NBC                | 4,705,000 |
| MSNBC              | 4,057,000 |
| フォックス         | 1,858,000 |
| ユニビジョン       | 1,350,000 |
| テレムンド         | 1,160,000 |
| ニュースマックスTV | 462,000   |
| CNBC               | 284,000   |

  ブロードキャストネットワーク
  ケーブルニュースネットワーク

## 主な来賓者
- オクサナ・マルカロワ - 在アメリカ合衆国ウクライナ大使（英語版）
- ジョーゼフ・バージェス - 全米鉄鋼労働者組合第1557支部新社員組織トレーナー
- ジョシュア・デイヴィス - スウィフト・クリーク中学校7年生、糖尿病支援者
- レフィンド・デュロ - オハイオ州立ウェクスナー医療センター進行性治療室看護師
- パトリック・ゲルシンガー（英語版） - インテル最高経営責任者
- フランシス・ホーゲン - 元Facebookシビック・ミスインフォメーション担当リード・プロダクト・マネージャー
- メリッサ・アイザック - ミシガン州教育省先住民教育イニシアチブ・キズワソド（「若者の保護者」）、サギノー・チペワ・インディアン・トライブ（英語版）（SCIT）のプロジェクトAWAREプログラムの創始者
- ダニエル・ロビンソン - ヒース・ロビンソン一等軍曹の存命の配偶者
- ケジア・ロドリゲス - ベルゲン・コミュニティ・カレッジの学生・母親[24]